# Zagradec, Ivančna Gorica
Zagradec je naselje v Občini Ivančna Gorica. Leži ob reki Krki, povsem poleg njega pa se nahaja tudi naselje Fužina.